# Thomas Becker (bobbista)
Thomas Michael Becker, noto anche come Tom Becker (Indianapolis, 26 ottobre 1948), è un bobbista statunitense, di ruolo frenatore, specializzato nel bob a due e a quattro.

## Biografia
Vinse il campionato statunitense e quello nordamericano di bob a quattro del 1971. 
Rappresentò gli Stati Uniti ai Giochi olimpici invernali di Sapporo 1972 dove terminò al 19º posto nel bob a due con Boris Said, Jr.; nel bob a quattro fu squalificato. 
Nel 1973 replicò il successo campionati statunitensi e nordamericani. Ai mondiali di Lake Lacid 1973 sulla Mt. Van Hoevenberg Olympic Bobsled Run, si classificò 11º nel bob a quattro.
Ai mondiali di Cervinia 1975 concluse al 7º posto nel bob a due, gareggiando con Jimmy Morgan. 
Alla sua seconda partecipazione olimpica a Innsbruck 1976, sulla pista di Igls ottenne il 14º posto nel bob a due, sempre al fianco di Jimmy Morgan, e il 15° in quello a quattro, con Jimmy Morgan, Peter Brennan e John Proctor.
Dopo aver terminato la carriera agonistica, studiò fisioterapia all'Indiana University - Purdue University Indianapolis di ed esercitò la professione di fiseoterapista ad Indianapolis.